# الانیت (یوتا)
الانیت، یوتا (به انگلیسی: Alunite, Utah) یک شهر متروکه در ایالات متحده آمریکا است که در یوتا واقع شده‌است.

## خصوصیات
الانیت ۱٬۹۹۸ متر بالاتر از سطح دریا واقع شده‌است.